# アオアシシギ

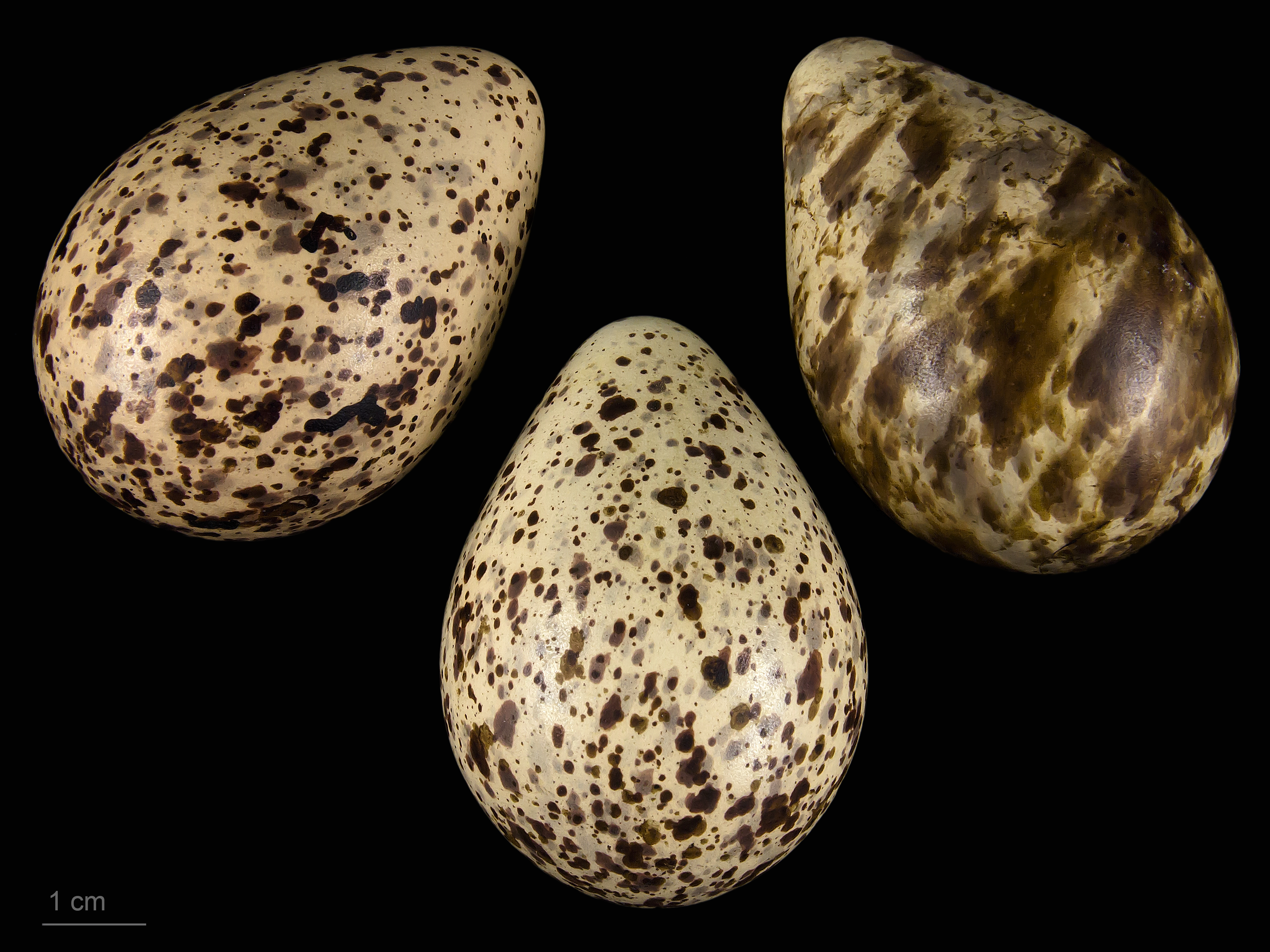
Tringa nebularia

アオアシシギ（青足鷸、学名:Tringa nebularia）は、チドリ目シギ科クサシギ属に分類される鳥類の一種である。和名の由来は、足が青色を帯びていることから。

## 分布
ユーラシア大陸北部で広く繁殖し、冬季はアフリカ、インド、東南アジア、オーストラリアへの渡りをおこない越冬する。
日本では旅鳥として、春と秋の渡りの時に全国的に渡来する。沖縄県では少数が越冬する。

## 形態
全長が約32-35 cm、翼開長が約65 cm。類似のシギ類と比べて、細身でスマートな体形をしている。コアオアシシギ（小青足鷸、学名:Tringa stagnatilis）よりふた回り大きい。夏羽は頭上から体の上面は灰色で、黒い斑がある。腹、腰、上尾筒は白い。冬羽では頭から頸にかけて、白い部分が増える。嘴は灰黒色で、やや上に反っている。足は緑青色だが、黄色みを帯びているものもいる。特に幼鳥の足は、ほぼ黄色である。
雌雄同色である。

## 生態
非繁殖期は、干潟、河口、水田、湖沼等に生息する。単独か小群を形成していることが多い。繁殖期は、湿地や草原に生息する。
食性は動物食で、昆虫類、両生類、甲殻類、小さな魚類などを捕食する。普通は浅い水辺を活発に歩きながら採食しているが、時には水の中に嘴を開いたままつけて前進しながら採食することもある。また、水深の深いところでは体を浮かべて泳ぐこともある。
繁殖形態は卵生。地上に営巣し、普通4卵を産む。抱卵日数は22-24日で雌雄が抱卵する。
飛びながら「ピョピョピョ」、「チョーチョーチョー」と鳴くことが多い。

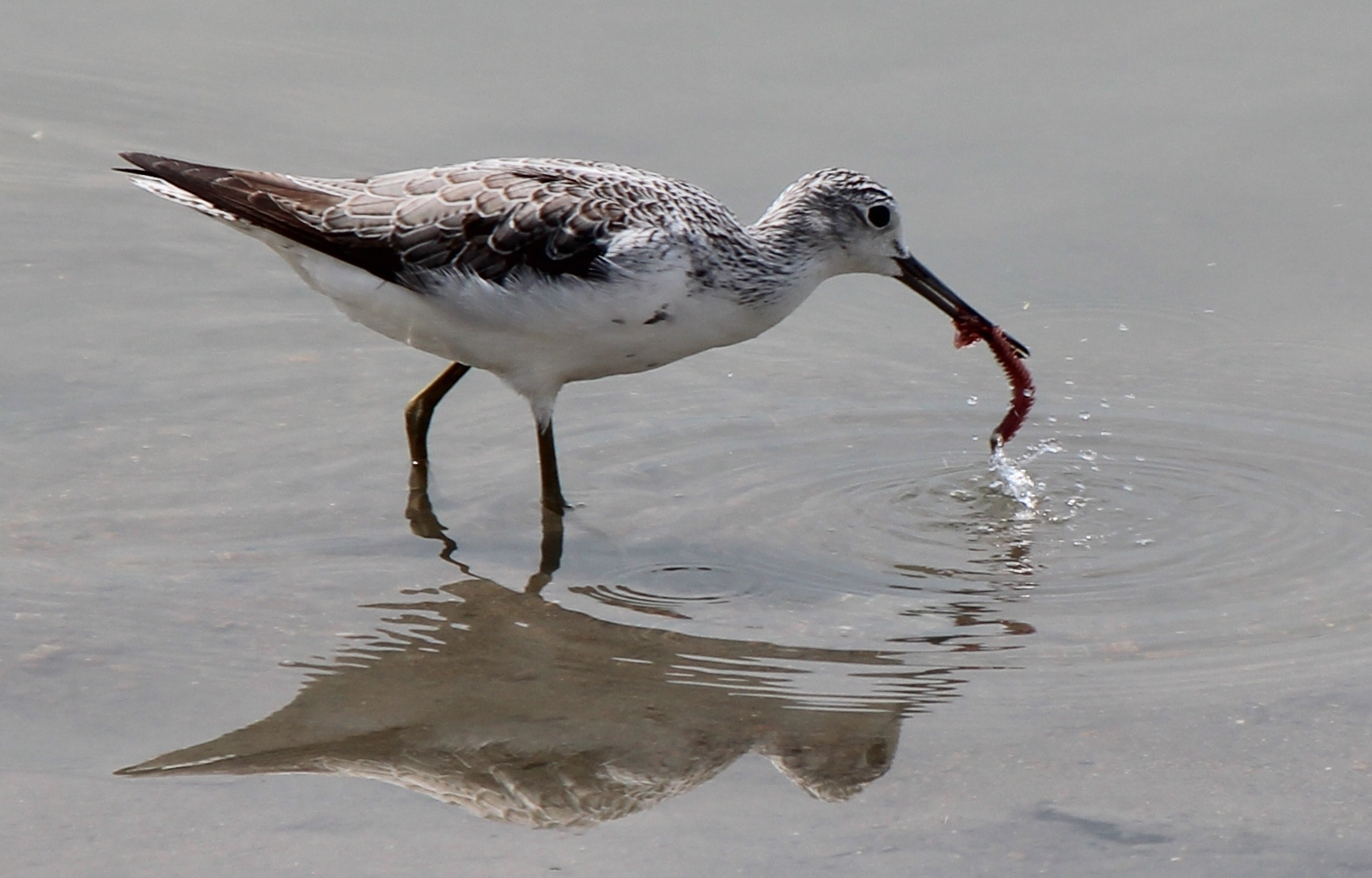
干潟でゴカイを捕食
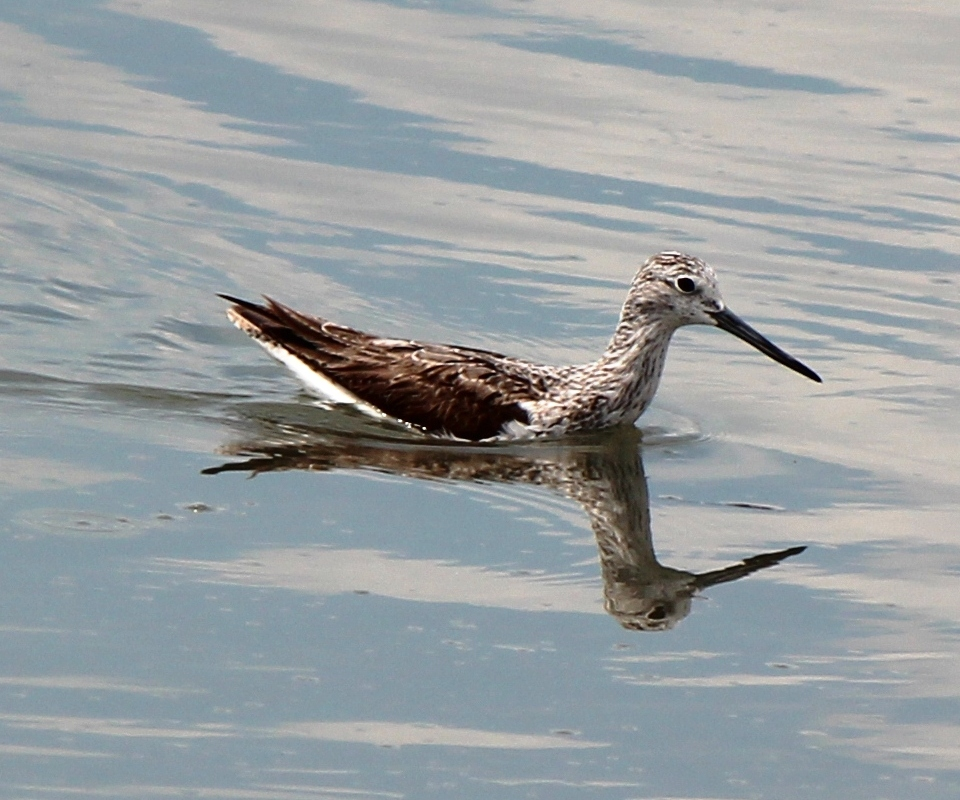
水辺を泳ぐ
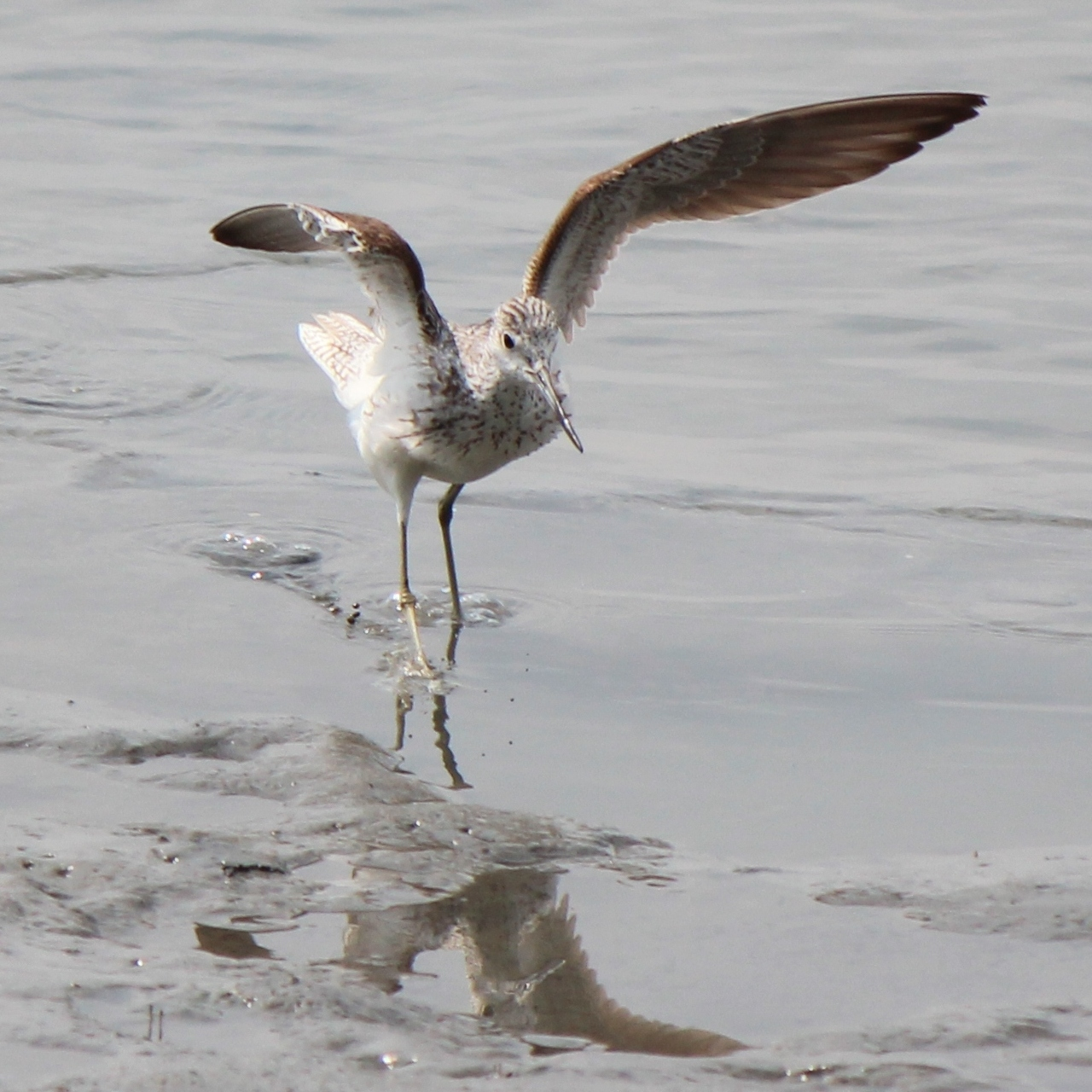
翼を広げた様子
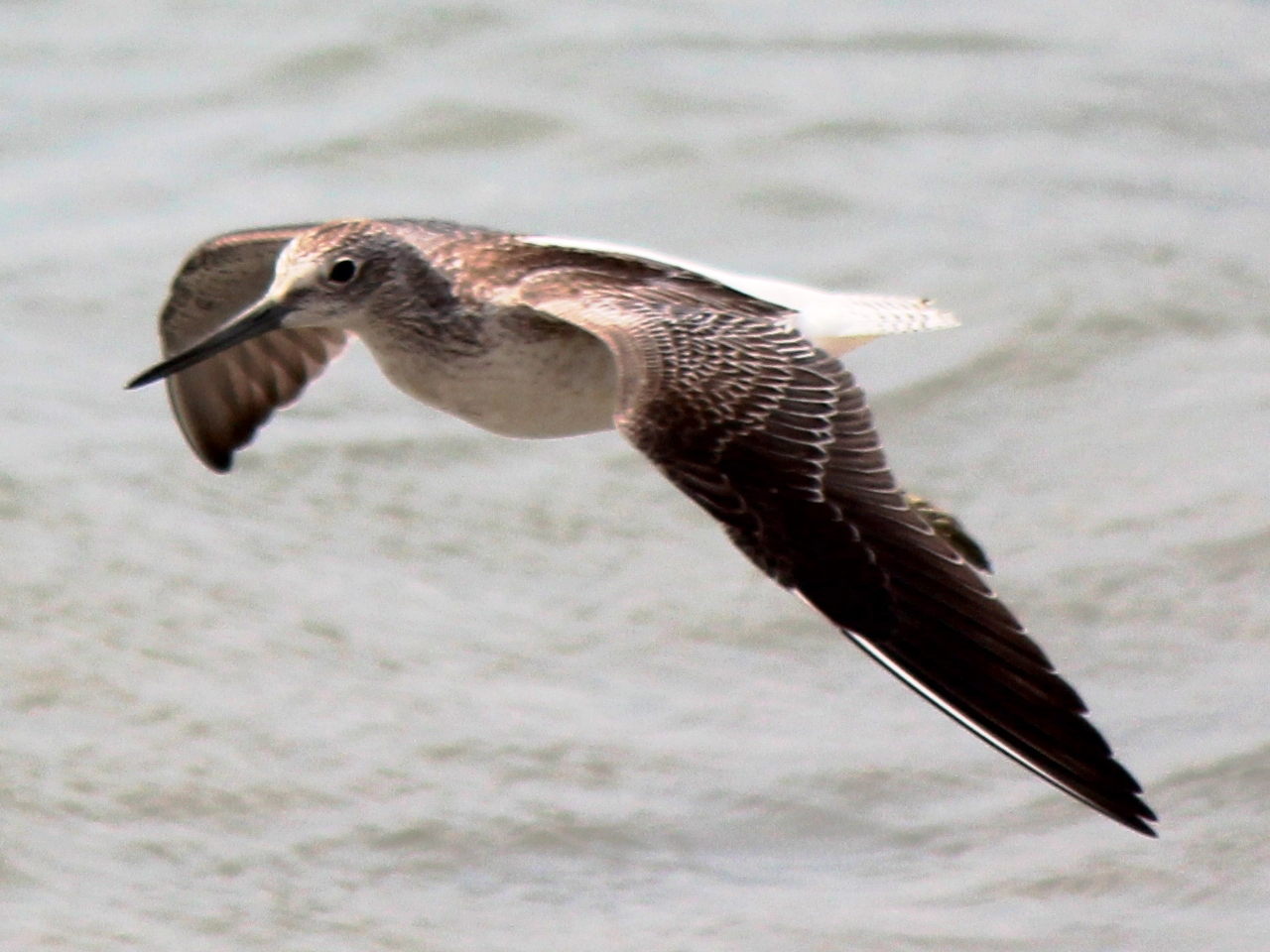
飛行する様子

## 種の保全状況評価
国際自然保護連合（IUCN）により、レッドリストの軽度懸念（LC）の指定を受けている。
日本の以下の都道府県でレッドリストの指定を受けている。
- 準絶滅危惧 - 東京都、神奈川県、京都府[7]、大阪府[8]
- 一般保護生物（D） - 千葉県（環境省の準絶滅危惧相当）[9]
- 希少種 - 滋賀県（環境省の準絶滅危惧相当）